# معبد شرف الدين
معبد شرف الدين في سنجار بالعراق هو معبد يزيدي بُني تكريما للشيخ شرف الدين. ويعتبره الإيزيديون من أقدس الأماكن على وجه الأرض.
المعبد مصنوع من حجر أصفر باهت، ويعلوه مخروطان. في قمة كل مخروط ثلاث كرات ذهبية وهلال موجه نحو السماء.
في أغسطس 2014، كان المعبد موقع معركة حيث نجح 18 مقاتلاً من البيشمركة الإيزيدية المسلحة بأسلحة خفيفة تحت قيادة قاسم شيشو في صد قوة داعش الأكبر حجماً والأفضل تجهيزاً بالمركبات المدرعة وقذائف الهاون والصواريخ التي هاجمت الضريح كجزء من الإبادة الجماعية للإيزيديين على يد داعش.